# حكومة سليم الحص الثانية
الحكومة اللبنانية الثالثة والخمسون بعد الاستقلال، والثانية بعهد الرئيس إلياس سركيس، وهي ثاني حكومة يترأسها سليم الحص. شكلت الحكومة بموجب المرسوم رقم 2212 بتاريخ 16 تموز / يوليو 1979، ونالت الثقة بموجب 54 صوتاً ضد 9 أصوات، واستقالت بتاريخ 25 تشرين الأول / أكتوبر 1980.

## أعضاء الحكومة
- سليم الحص رئيساً لمجلس الوزراء.
- فؤاد بطرس نائباً لرئيس مجلس الوزراء وزيراً للخارجية والمغتربين.
- ميشال المر وزيراً للإسكان والتعاونيات ووزيراً للبرق والبريد والهاتف.
- بطرس حرب وزيراً للأشغال العامة والنقل ووزيراً للتربية الوطنية والفنون الجميلة.
- يوسف جبران وزيراً للإعلام ووزيراً للعدل.
- طلال المرعبي وزيراً للاقتصاد والتجارة ووزيراً للصحة العامة.
- بهيج تقي الدين وزيراً للداخلية ووزيراً للسياحة.
- جوزيف سكاف وزيراً للدفاع الوطني ووزيراً للزراعة.
- أنور الصباح وزيراً للصناعة والنفط ووزيراً للموارد المائية والكهربائية.
- ناظم القادري وزيراً للعدل والشئون الاجتماعية.
- علي الخليل وزيراً للمالية.
- شارل حلو وزير دولة.

### تعديلات حكومية
في 9 شباط / فبراير 1980 توفي وزير الداخلية ووزير السياحة بهيج تقي الدين، فتم تعيين ناظم القادري وزيراً للداخلية، وعلي الخليل وزيراً للسياحة وذلك بالإضافة لمناصبهم.

## وصلات خارجية
- موقع رئاسة مجلس الوزراء الرسمي